# Blastobasis vittata
Blastobasis vittata é uma espécie de mariposa do gênero Blastobasis pertencente à família Coleophoridae.